# Pierre Pena
Pierre Pena (o Petrus Pena) (1535-1605) fue un médico y botánico francés.
En colaboración con Mathias de Lobel, publicó Stirpium adversaria nova en 1571, y en 1576, Plantarum seu stirpium historia, que fue traducido al flamenco, en 1581, con el título de Kruydboeck.

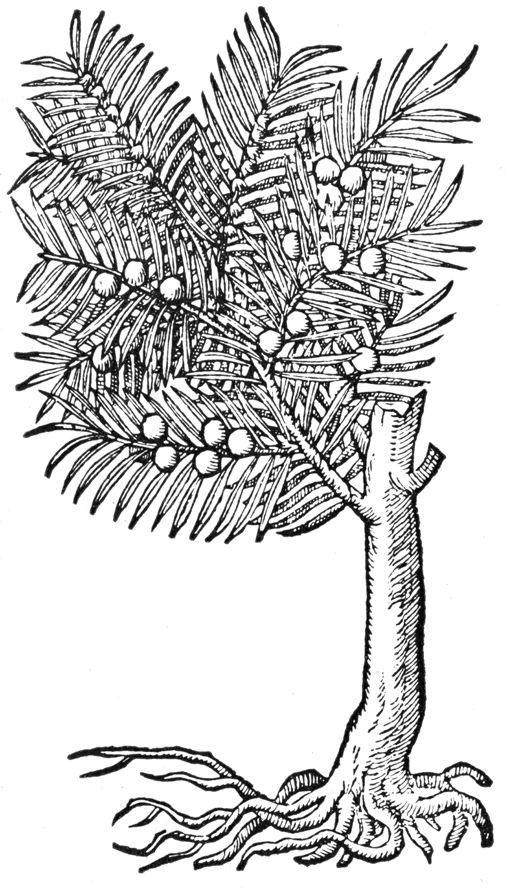
Taxus baccata, ilustración de la obra Icones Stirpium, 1591.

En Stirpium, los autores describen 1.500 especies de manera precisa, indicando las localidades donde esas especies fueron recolectadas; contiene la flora existente en los alrededores de Montpellier si bien se describen también plantas de Tirol, Suiza y Holanda. La obra se completaba con 268 grabados en madera tallada.

## Algunas publicaciones
- Legré, L (1838-1904). 1899. La botanique en Provence au XVIe siècle . Pierre Pena et Mathias de Lobel.. Ed. Marseille : H. Aubertin & G. Rolle. viii, 263 pp.

## Honores
En su honor se nombraron los géneros:
- Penaea Plum..[1]

Linneo lo honra en Polygala L. de la familia Polygalaceae.